# Boris Sergueïevitch Glagoline
Boris Sergueïevitch Glagoline (en russe : Борис Сергеевич Глаголин), né Goussev le 23 janvier 1879 à Saratov (Russie) et mort le 13 décembre 1948 à Hollywood (Californie), est un dramaturge, réalisateur et artiste russe et américain.
Théoricien du théâtre, c'est aussi l'un des premiers cinéastes de Russie. Il a utilisé plusieurs pseudonymes littéraires, notamment B.G. Il est artiste émérite de la RSS d'Ukraine en 1922.

## Biographie
Le père de Boris Glagoline, Sergueï Sergueïevitch Goussev (1854-1922), est un noble héréditaire, journaliste, satiriste de la tradition Chtchedrine, expert et fin observateur de la vie provinciale, il a publié sous plus de quarante pseudonymes, dont Slovo-Glagol. Il commence son activité créative dans la presse de Saratov. Il habite longtemps à Saint-Pétersbourg, puis à Samara, Odessa, et, à nouveau et jusqu'à la fin de ses jours, à Saint-Pétersbourg. Tout au long de sa vie créative de près de 40 ans, S.S. Gusev a publié des feuilletons, des essais, des notes descriptives de la vie quotidienne dans plus de quarante journaux et périodiques. Un certain nombre de créations dramatiques sont également de sa main. C'est un auteur bien connu dans le milieu littéraire russe, et son talent est apprécié, parmi d'autres écrivains et journalistes, dont Nikolaï Leskov... L'écrivain a eu une très grande influence sur le développement, l'apparence culturelle et la vision du monde de son fils.

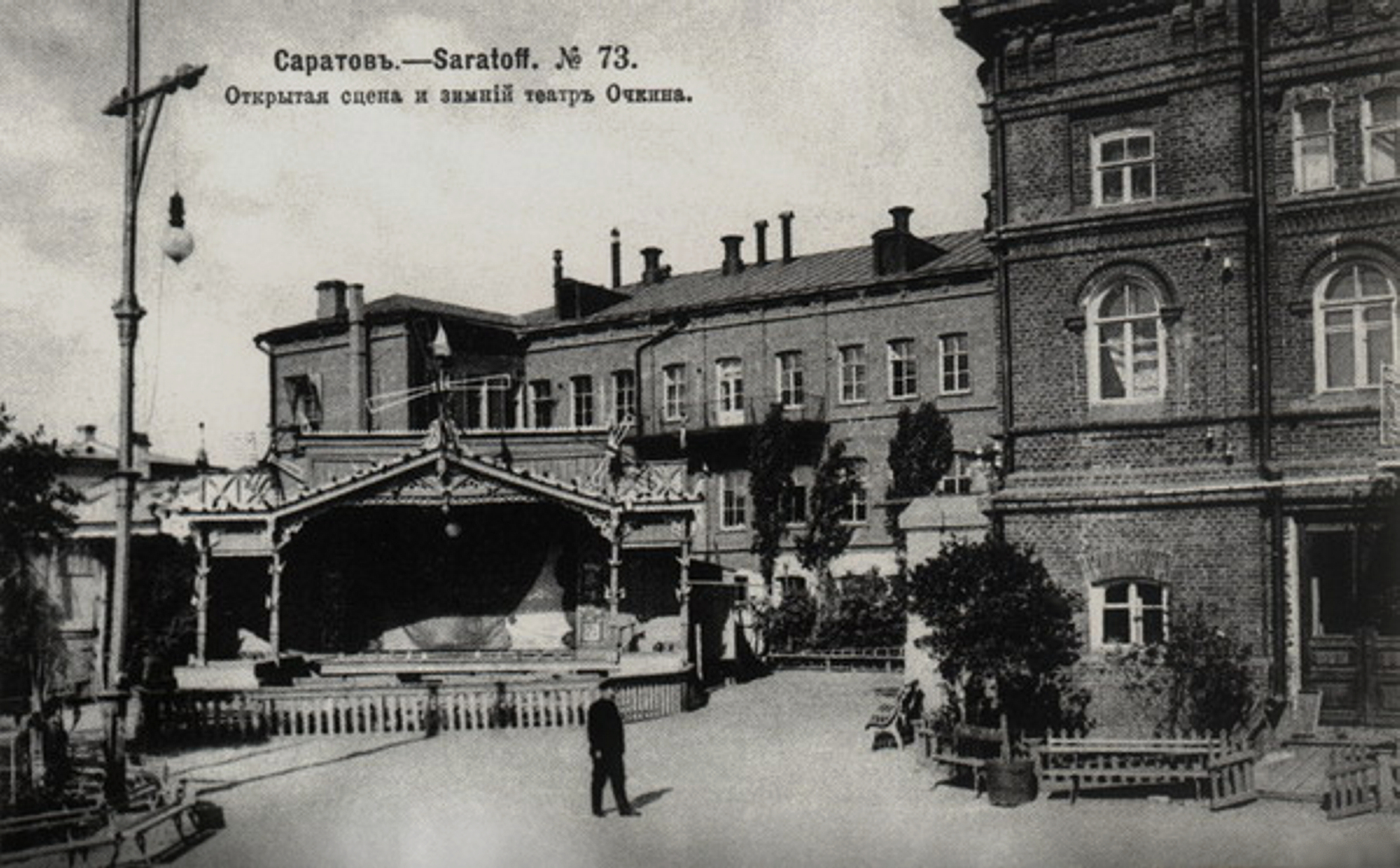
Saratov. Scène ouverte et théâtre d'hiver d'Ochkine. 1901.

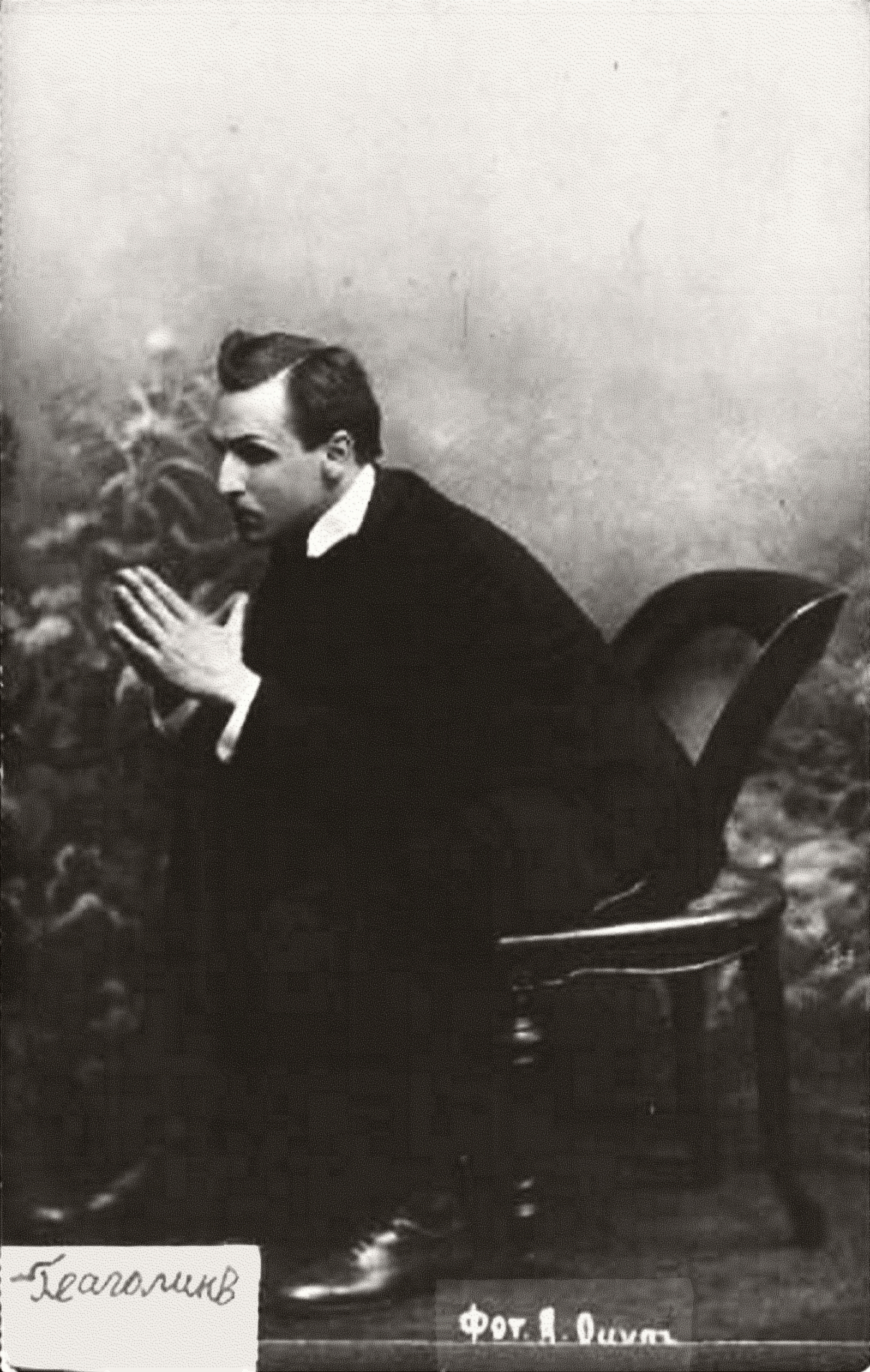
B.S. Glagoline dans le rôle de Sherlock Holmes, 1907.

## Filmographie

### Au cinéma (en Russie)
En mars 1914, le partenariat « Ruban russe » (Russkaya Lenta) est organisé. Boris Sergueïevitch Glagoline, directeur du Maly Drama Théâtre (Suvorinsky), devient le chef de la nouvelle entreprise. En outre, il planifie plusieurs de ses propres productions selon ses propres scénarios. V. N. Davydov, artiste émérite des théâtres impériaux, reçoit le titre d'« actionnaire honoraire ». Le pavillon n'étant pas encore prêt à fonctionner, seul le tournage en extérieur est réalisé. Le 10 mars, des artistes des théâtres impériaux Y. Timme et I. Uralov se rendent à Beloostrov pour participer au tournage de la scène finale du drame à venir. La nouvelle société s'apprêtait à tourner une série de portraits sous le titre général « Galerie de figures contemporaines ».
- 1914 : Trus (Трус)

Ce premier portrait de Ruban russe, co-réalisé avec le baron R. Ungern, est publié le 14 mai. Glagoline en est l'acteur principal. C'est l'un des premiers scénarios d'Alexandre Kouprine (plus tard l'écrivain a abandonné son scénario).
- 1914 : Piotr Khlebnik (d'après la pièce posthume de L. N. Tolstoï Pierre le Publicain).

"Ruban russe". Directeur B. Glagoline. Opérateur A. Pechkovsky. Distribution : B. Glagoline, E. Valerskaïa, I. Ouralov. Le film n'est pas censuré à l'écran.
- 1914 : Une fille d'Albion (d'après A. Tchekhov, à l'occasion du dixième anniversaire de sa mort).
- 1914 : L'Anarchie, d'après A. Tchekhov, à l'occasion du dixième anniversaire de sa mort. Avec Kondrat Yakovlev.
- 1914 : Doch Albiona. Bezzakonie (Aliocha le Volontaire), drame ;

Partenariat de "Ruban russe", sorti le 19 octobre, réalisé par B. Glagoline, c'est un film sur un garçon qui s'est porté volontaire pour le front.
- 1914 : Jeunesse d'Henri IV

"Ruban russe", basé sur le roman de P. du Terreille, réalisateur B. Glagoline.
- 1915 : L'Histoire d'une fille (La tragédie des expériences féminines, Tu n'es plus ma fille), mélodrame

Version cinématographique de l'histoire d'Andreïev Dans le sous-sol (1912), partenariat "Ruban russe", réalisateur B. Glagoline.
- 1915 : Dans les griffes du professeur-escroc
- 1916 : Pourquoi l'État a-t-il besoin d'argent ?

Sorti le 18 mars, filmé par A. Peczkowski sous la direction de B. Glagoline, "Ruban russe"
- 1916 : en mars, la firme "Ruban russe B. Glagolin and Co." « sur ordre du ministère des Finances, deux « pièces de théâtre » à caractère de propagande ont été tournées - La tirelire convoitée et Tout pour la guerre. Directeur du département de police, le général de division E. À. Klimovitch a ordonné aux gouverneurs et aux maires d'aider personnellement à l'organisation d'une large projection de ces films, soulignant en particulier qu'au vu de leurs « objectifs exceptionnels », le Saint-Synode a autorisé leur « manifestation généralisée » même au cours de la dernière semaine du Grand Carême. Plus tard, vers la fin de l'année, le nombre de ces films a considérablement augmenté[3].
- 1917 : Lavé dans le sang (basé sur l'histoire de Gorki Konovalov). Le film a été interdit par la censure. Après la révolution de février 1917, le film est sorti à l'écran avec le sous-titre Un drame de la vie de Grigory Rasputin.
- 1927 : Kira Kiralina, réalisateur Boris Glagoline, adapté d'un roman de Panaït Istrati.